# Gladiateurs (film, 1992)
Pour les articles homonymes, voir Gladiator.
Pour plus de détails, voir Fiche technique et Distribution.
Gladiateurs ou Gladiator : L'Ange du ring au Québec (Gladiator) est un film américain réalisé par Rowdy Herrington sorti en 1992.

## Synopsis
Chicago. Tommy Riley, adolescent secret et doué pour les sports de combat, accepte de participer à des matches de boxe clandestins organisés par Horn, ancien boxeur sans scrupule, afin de payer les dettes de son père. Horn rêve de faire monter sur le ring un jeune Blanc qui déchainera les passions raciales et l'enrichira un peu plus.

## Fiche technique
- Titre original : Gladiator
- Titre français : Gladiateurs[1]
- Titre québécois : Gladiator : L'Ange du ring
- Réalisation : Rowdy Herrington
- Scénario : Lyle Kessler et Robert Mark Kamen, d'après une histoire de Djordje Milicevic et Robert Mark Kamen
- Costumes : Donfeld
- Société de distribution : Columbia Pictures
- Pays d'origine :  États-Unis
- Langue originale : anglais
- Durée : 101 minutes
- Date de sortie en salles :
  - États-Unis : 6 mars 1992
  - France : 8 juillet 1992[1]

## Distribution
- James Marshall (VF : Luc Bernard ; VQ : Jacques Lussier) : Tommy Riley
- Cuba Gooding Jr. (VF : Franck Capillery ; VQ : Jean-Luc Montminy) : Abraham Lincoln Haines
- Brian Dennehy (VF : Claude Brosset ; VQ : Vincent Davy) : Jimmy Horn
- Robert Loggia (VF : Georges Atlas ; VQ : Ronald France): Pappy Jack
- T. E. Russell (VF : Bruno Dubernat ; VQ : Gilbert Lachance) : Spits
- John Heard (VF : Bernard Lanneau ; (VQ : Mario Desmarais) : John Riley
- Ossie Davis (VF : Robert Liensol ; VQ : Serge Bossac) : Noah
- Francesca P. Roberts (VQ : Mireille Thibault) : Mlle Higgins
- Jon Seda (VF : Emmanuel Curtil ; VQ : Daniel Lesourd) : Romano
- Lance Slaughter (VQ : Pierre Auger) : Shortcut
- Cara Buono (VF : Séverine Morisot ; VQ : Violette Chauveau) : Dawn

 Source et légende : version française (VF) sur RS Doublage et Doublage francophone
 Source et légende : version québécoise (VQ) sur Doublage.qc.ca